# Саккоманни, Фабрицио
Фабрицио Саккоманни (итал. Fabrizio Saccomanni, 22 ноября 1942, Рим — 8 августа 2019, Сан-Теодоро) — итальянский экономист, государственный служащий. Министр экономики и финансов Италии с 28 апреля 2013 по 22 февраля 2014 года.

## Образование
Получил степень магистра в области экономики и бизнеса в Университете Боккони в 1966 году, также окончил аспирантуру (денежная и международная экономика) Принстонского университета.

## Карьера
Саккоманни работал в Банке Италии большую часть своей карьеры с перерывами для работы в Международном валютном фонде (1970—1975) и в Лондонском банке «Европейский банк реконструкции и развития», где занимал пост вице-президента с 2003 по 2006. Занимал должность председателя комитета по валютной политике Европейского валютного института с 1991 по 1997 годы в дополнение к своему посту в Банке Италии.
Начал свою карьеру в июне 1967 года в Банке Италии. Был назначен генеральным директором (второе лицо после председателя) Банка Италии с 2 октября 2006 года и в 2012 году назначен повторно, также был членом совета директоров Банка международных расчётов и заместителем управляющего Банком Италии в Совете управляющих Европейского центрального банка.
27 апреля 2013 года премьер-министр Энрико Летта объявил, что Саккоманни назначен министром экономики и финансов в его кабинете (являлся одним из беспартийных технократов в правительстве). Срок его полномочий начался 28 апреля, завершился 22 февраля 2014 года.
В последующие годы занимал множество постов, реально исполняя возлагаемые ими обязанности: вице-президент Итальянской банковской ассоциации, член управляющего совета объединения предпринимателей Assonime, член Научного комитета исследовательского центра Конфиндустрии, председатель совета директоров Ассоциации оркестра театра Ла Скала и другие. С 2018 года — председатель совета директоров Unicredit.
Скончался от инфаркта после полудня 8 августа 2019 года на пляже Пунтальдиа в коммуне Сан-Теодоро на Сардинии.

## Работы
Автор многих научных работ, в 2008 году опубликовал книгу про мировой финансовый кризис.
Наиболее значимые труды: Tigri globali, domatori nazionali («Глобальные тигры, национальные укротители», 2002) и Crepe nel sistema. La frantumazione dell’economia globale («Трещины в системе. Дробление глобальной экономики», 2018).